# Faxe-klassen
Faxe-klassen er en klasse af tankskibe, som Søværnet anskaffede på en lejeaftale fra US Navy. I 1972 besluttedes det at købe de to skibe af amerikanerne.
Formålet med at have skibene var at forsyne torpedobådene af Søløven-klassen og senere Willemoes-klassen med især brændstof. Hermed var torpedobådene mere uafhængige af landbaserede faciliteter, og det var på den måde muligt at forøge deres aktionsradius. Da torpedobådene blev udfaset fra søværnet forsvandt behovet for Faxe-klassen, hvorefter også de blev udfaset.
Før skibene i sin tid blev overført til søværnet var A568 Rimfaxe benævnt USS YO-226 og A569 Skinfaxe hed USS YO-229.
Tankskibene kunne hver medbringe en af følgende:
Enten
- 1.030 tons olie

eller
- 1.087 tons vand

eller
- 760 tons benzin

| Pennant | Navn     | Kølen lagt | Søsat           | Indgået        | Navngivet af | Skæbne                  | Kaldesignal |
| ------- | -------- | ---------- | --------------- | -------------- | ------------ | ----------------------- | ----------- |
| A568    | Rimfaxe  | -          | 20. juli 1945   | 2. august 1962 | -            | Udfaset 1. januar 2000  | OVCF        |
| A569    | Skinfaxe | -          | 28. august 1945 | 2. august 1962 | -            | Udfaset 1. oktober 2000 | OVCG        |

## Eksterne links
- Flådens historie: Faxe-klassen Arkiveret 11. oktober 2008 hos  Wayback Machine (dansk)